# Jessica Böhrs
Jessica Böhrs (Maagdenburg, 5 maart 1980) is een Duitse zangeres en actrice. Böhrs werd bekend als zangeres van de popgroep Novaspace.

## Televisieseries
- Sturm der Liebe
- Schloss Einstein
- Ein Liebe am Gardasee

## Singles
- 2002: Time After Time
- 2002: To France
- 2002: Guardian Angel
- 2003: Paradise
- 2003: Run To You
- 2004: Beds Are Burning
- 2004: So Lonely
- 2004: Dancing With Tears In My Eyes

## Filmografie (selectie)
- 1995: Die Kreuzfahrt
- 1996: Der Bulle von Tölz: Tod am Altar
- 1998: Julia – Kämpfe für deine Träume!
- 1999: Die Rote Meile - Die Lolita-Gang
- 1999: Unschuldige Biester
- 2000: SOKO 5113 - Eine Nummer zu groß
- 2002: Der Bulle von Tölz: Liebespaarmörder
- 2002: Marienhof
- 2004: Eurotrip
- 2006: Die Familienanwältin - Ramba Zamba
- 2006: Eine Liebe am Gardasee (15 afleveringen)
- 2006: Rosamunde Pilcher: Die Liebe ihres Lebens
- 2006: They Know
- 2006–2007: Schloss Einstein (44 afleveringen)
- 2008: Ein Ferienhaus auf Ibiza
- 2008: Sturm der Liebe (132 afleveringen)
- 2008: Im Tal der wilden Rosen - Gipfel der Liebe
- 2009: Hallo Robbie! - Robbie hat Schwein
- 2010: Kreuzfahrt ins Glück - Hochzeitsreise nach Las Vegas
- 2012–2015: Kreuzfahrt ins Glück (8 afleveringen)
- 2012: Anna und die Liebe (3 afleveringen)
- 2015: Heiter bis tödlich: Hubert und Staller - Klinisch tot
- 2018: SOKO Stuttgart - Fremde Stimmen
- 2018: Phantomschmerz
- 2019: Beck is back! - Endstation
- 2019: Familie Dr. Kleist - Für diesen Augenblick

- Gemeinsame Normdatei: 106153443X
- International Standard Name Identifier: 0000 0001 3129 0256
- MusicBrainz: 6402d224-73b3-4d3a-973c-81009fb41140
- Virtual International Authority File: 312620289
- WorldCat: E39PBJdx373JF8rfYKKpKBrH4q